# Olympic Studios

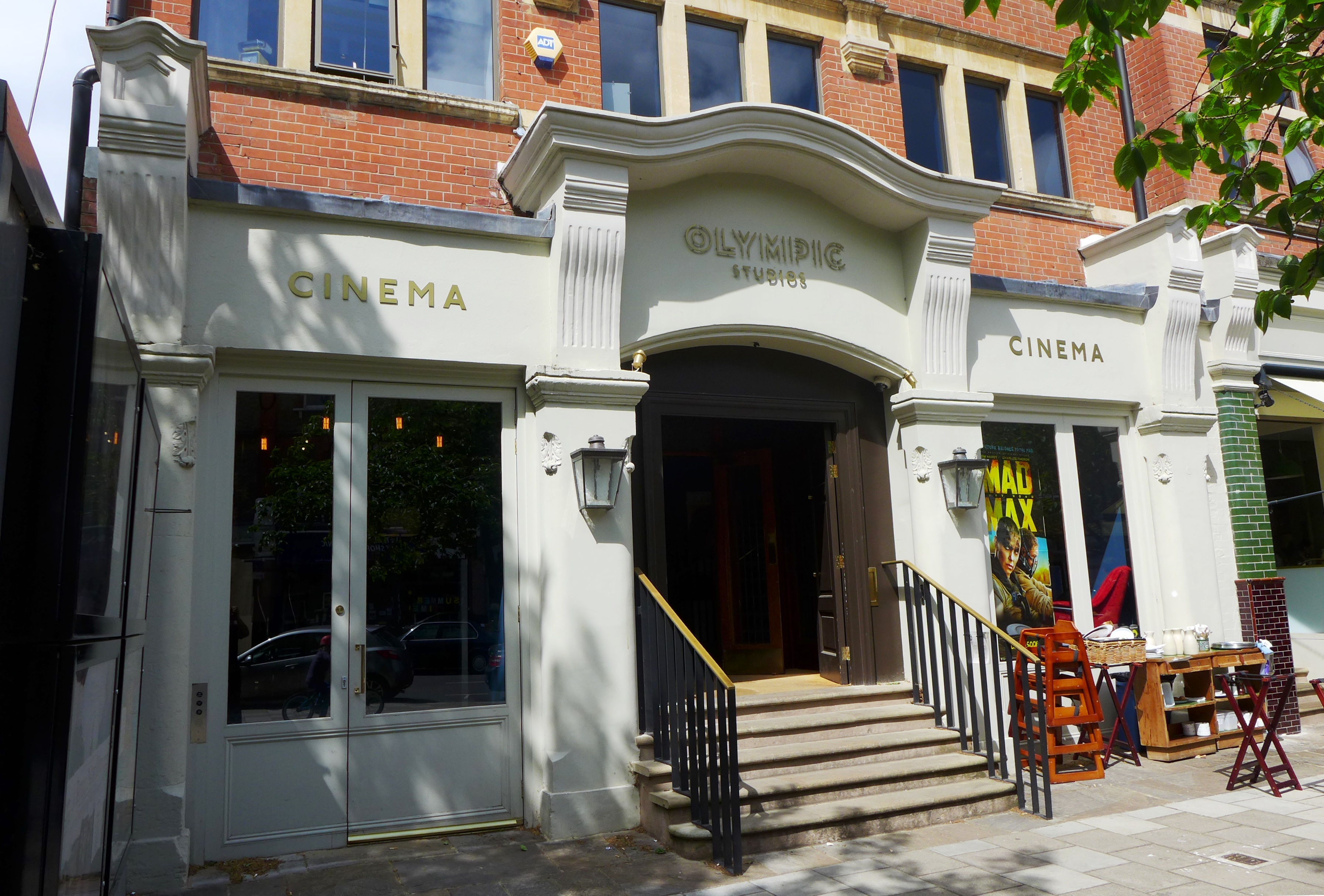
Foto esterna dell'Olympic Studios cinema di Barnes

Olympic Studios è un edificio costruito nel XX secolo a Barnes, Londra. Dopo essere stato chiuso per 4 anni, è stato riaperto il 14 ottobre 2013 ed è oggi la nuova casa per l'Olympic Studios Cinema. 
Oltre a un cinema a due schermi, l'edificio comprende un bar e una sala da pranzo, un club per membri e uno studio di registrazione.
L'edificio al 117 Church Road a Barnes fu costruito nel 1906 come Byfeld Hall, teatro per la Barnes Repertory Company, è stato un cinema per gran parte della prima metà del secolo prima di diventare uno studio televisivo alla fine degli anni cinquanta. Nel 1965 è stato acquistato da Olympic Sound Studios e divenuto un rinomato studio di registrazione indipendente commerciale, meglio noto per le numerose leggendarie registrazioni rock e pop realizzate sin dalla fine degli anni sessanta in poi. È stato descritto come " lo studio per molti dei protagonisti rock e pop nell'epoca d'oro dell'industria musicale" Dai Rolling Stones e Jimi Hendrix a Led Zeppelin e Bealtes. I banchi di mixaggio sono diventati famosi grazie ai loro lavori e successivamente sono stati prodotti per il commercio.
La conversione da cinema a studio di registrazione è stata intrapresa dall'architetto Robertson Grant e dall'acustica completata da Keith Grant e Russel Pettinger. Gli studi hanno vinto il premio della rivista Music Week per il miglior studio di registrazione ben cinque volte. Dopo quarant'anni e una successione di proprietari, le strutture precedenti dello studio sono state chiuse dal gruppo EMI e Virgin nel 2009. Tuttavia, l'Olympic è ora trasformata in un cinema locale indipendente che incorpora i ricordi della propria storia, tra cui un nuovo studio progettato con l’aiuto dei membri originali dello staff dello studio. In linea con la sua storia legata al mondo della musica, il cinema Olympic è ora celebre per essere l'unico a Londra che utilizza una nuova forma di suono di cinema all'avanguardia (Flare Audio).